# Bob Monkhouse
Robert Alan "Bob" Monkhouse OBE, född 1 juni 1928 i Beckenham, London, död 29 december 2003 i Eggington, Bedfordshire, var en brittisk komiker, programledare och skådespelare.

## Rollista i urval
- 1958 – Nu tar vi sergeanten
- 1960 – Tandläkaren i stolen
- 1961 – Nu tar vi tanden
- 1962 – I begärligaste laget
- 1966 – Thunderbirds Are Go (röst)
- 1968 – I festligaste laget
- 1983–1986 – The Bob Monkhouse Show (TV-serie) (32 avsnitt)
- 1995–1996 – Bob Monkhouse on the spot (TV-serie) (12 avsnitt)
- 1998 – Jonathan Creek (TV-serie) (1 avsnitt)
- 1998 – Rackan Rex (TV-serie) (röst, 1 avsnitt)